# Tierra del Vino
La Tierra del Vino és una comarca situada al sud de la província de Zamora, que pren el nom pel cultiu dominant de la zona. El cap comarcal tradicional és Corrales del Vino, tot i que avui dia el municipi més poblat és Morales del Vino. També rep aquest nom una comarca de la província de Valladolid, fronterera amb aquesta comarca zamorana.

## Municipis de Valladolid
- Benafarces.
- Bercero.
- Berceruelo.
- Matilla de los Caños.
- Nava del Rey.
- Pollos.
- Robladillo.
- San Román de Hornija.
- Torrecilla de la Abadesa.
- Ventosa de la Cuesta.
- Villafranca de Duero.
- Villalar de los Comuneros.

## Municipis de Zamora
- Arcenillas.
- Bamba.
- Cabañas de Sayago.
- Casaseca de Campeán.
- Casaseca de las Chanas.
- Cazurra.
- Corrales del Vino.
- El Cubo de Tierra del Vino.
- Cuelgamures.
- Entrala.
- Fuentelcarnero.
- Fuentespreadas.
- Gema.
- Jambrina.
- Madridanos.
- Mayalde.
- Moraleja del Vino.
- Morales del Vino.
- Peleas de Abajo.
- Peleas de Arriba.
- El Perdigón.
- El Piñero.
- Pontejos del Vino.
- San Marcial.
- Santa Clara de Avedillo.
- Sanzoles.
- Tardobispo.
- Valdemimbre (Dehesa de).
- Valdefinjas.
- Venialbo.
- Villalazán.
- Villanueva de Campeán.
- Villaralbo.